# Allophylus bongolavensis
Allophylus bongolavensis är en kinesträdsväxtart som beskrevs av Choux. Allophylus bongolavensis ingår i släktet Allophylus och familjen kinesträdsväxter. Inga underarter finns listade i Catalogue of Life.